# Mad Gasser of Mattoon
Mad Gasser of Mattoon (verrückter Gasvergifter von Mattoon) – auch bekannt als The Anesthetic Prowler (= anästhesierender/betäubender Herumtreiber), The Mad Anesthetist, The Phantom Anesthetist, The Mad Gasser of Roanoke oder einfach Mad Gasser – ist eine Moderne Legende über eine oder mehreren Personen, dem bzw. denen eine Serie von scheinbaren Gasattacken zugeschrieben wurde. Diese Vorfälle ereigneten sich in Botetourt County, Virginia während der frühen 1930er sowie in Mattoon, Illinois Mitte der 1940er Jahre.
Ob sich diese Attacken tatsächlich ereigneten, ob es zwischen ihnen einen Zusammenhang gab, und wie man sie sich erklären soll, wird noch immer diskutiert.

## Erscheinen
Die meisten zeitgenössischen Beschreibungen des Mad Gasser basieren auf den Aussagen von Mr. und Mrs. Bert Kearney aus Mattoon, den Opfern des ersten Falls, über den es Medienberichte gab. Sie beschrieben die Erscheinung als einen großen, dünnen Mann in schwarzer Kleidung, eine eng anliegende Mütze tragend.
Ein anderer Bericht, der einige Wochen später gemacht wurde, beschreibt ihn als Mann, der wie eine Frau gekleidet sei. Der Mad Gasser wurde auch mit einer „Flit Gun“ in der Hand beschrieben, einem Sprühgerät für Pestizide, welches er angeblich benutzte, um das Gas zu verbreiten.

## Botetourt
Der erste tatsächlich verzeichnete Mad-Gasser-Vorfall ereignete sich im Botetourt County (US-Bundesstaat Virginia), die Angriffe geschahen zwischen dem 22. Dezember 1933 und Februar 1934.

### Chronologie
Der erste gemeldete Vorfall geschah in dem Haus von Cal Huffmann in Haymakertown, Botetourt County, wo es drei berichtete Attacken während einer einzigen Nacht gab.
Um ungefähr 22 Uhr am 22. Dezember 1933 bemerkte Mrs. Huffman einen ungewöhnlichen Geruch, und ihr wurde übel. Der Geruch und die Übelkeit kamen gegen 22:30 Uhr wieder, zu diesem Zeitpunkt kontaktierte Cal Huffman die Polizei. Eine dritte Attacke folgte gegen 1 Uhr nachts, dieses Mal erstreckte es sich über das gesamte Haus; insgesamt waren acht Familienmitglieder der Huffmans von dem Gasangriff betroffen, zusammen mit Ashby Henderson, einem Gast, der sich gerade im Haus aufhielt. Ihre Symptome schlossen Kopfschmerzen, Übelkeit, ein angeschwollenes Gesicht sowie eine Beengung des Mundes und der Kehle mit ein. Alice Huffman, die Tochter von Cal Huffman, erlitt eine heftigere Reaktion auf das Gas als die anderen Bewohner des Hauses: Ihre Kehle schnürte sich dermaßen zu, dass sie aufhörte zu atmen und wiederbelebt werden musste. Sie litt auch unter krampfhaften Anfällen für mehrere Wochen nach dem Angriff, wobei der ortsansässige Arzt S.F. Driver zu dieser Zeit festhielt, dass diese höchstwahrscheinlich durch die von dem Angriff ausgelöste Angst verursacht wurden und weniger von der Wirkung des Gases selbst.
Weitere verzeichnete Attacken waren:
- 16. Januar:  F. Duval in Bonsack (Ein verdächtiges Auto mit einem Mann und einer Frau darin wurde unweit des Angriffs gesehen)
- 19. Januar: Mrs. Campbell in Cloverdale (Das Opfer war die Ehefrau eines ehemaligen Richters)
- 21. Januar: Mr. und Mrs Howard Crawford in Cloverdale (Die Opfer wurden beinahe von Rauch übermannt, als sie nach Hause zurückkehrten)
- 22: Januar: Ed Reedy,  George C. Riley und Raymond Etter in Carvin’s Cove (Die drei Häuser befanden sich im Umkreis von zwei Meilen zueinander und wurden nacheinander von Norden nach Süden angegriffen)
- 23. Januar: Mrs. R. H. Hartsell in Pleasantdale Church (Eine Barrikade wurde außen vor der Tür errichtet, um eine einfache Flucht zu verhindern, jedoch waren die Hartsells während des Angriffs nicht zu Hause)
- 25. Januar: Chester Snyder in Cloverdale (Obwohl kein Gas freigesetzt wurde, berichtete man, dass Snyder einen Herumtreiber verscheucht habe. Beweise, die von der Polizei gefunden wurden, bestätigen, dass sich eine unbekannte Person in der Nähe des Snyder-Hauses versteckte und das Grundstück durchquerte. Es wurde nie bestätigt, dass der Herumtreiber im Zusammenhang mit den Gasvorfällen stand.)
- 28. Januar: Mr. und Mrs. Ed Stanley sowie drei Gäste des Hauses in Cloverdale (Es wurden vier Personen gesehen, die vom Tatort wegrannten)
- 3. Februar: Mr und Mrs. A Scaggs und fünf weitere Erwachsene in Nace (Die Opfer wurden ungewöhnlich stark von dem Gas in Mitleidenschaft gezogen)
- 9. Februar: J.G. Schafer in Lithia (Nach der Attacke wurden Abschnitte von verfärbtem Schnee in der Nähe des Hauses des Opfers entdeckt. Der Schnee hatte einen süßlichen Geruch; Analysen zeigten, dass er Schwefel, Arsen und Mineralöle enthielt. Behörden spekulierten, dass dies möglicherweise Rückstände von Insektiziden seien.)

Mehrere andere Vorfälle wurden verzeichnet, aber die Behörden entschieden, dass die meisten davon eine Kombination aus einem Scherz (Hoax) und beängstigten Anwohnern seien, die gewöhnliche Gerüche als ein Zeichen eines Gasangriffs wahrnahmen.
Das Gas, das bei den Attacken verwendet worden war, wurde nie identifiziert. Dr. W.N. Breckinridge, der mit der Polizei zusammenarbeitete, war überzeugt, dass es sich dabei weder um Chloroform noch Tränengas handelte, dagegen aber Spuren von Formaldehyd enthielt. Man dachte auch an Chlor, was später aber wieder angezweifelt wurde.

## Mattoon
Die zweite Welle von Mad-Gasser-Vorfällen ereignete sich in Mattoon, Illinois. Sie begann Ende August 1944, und die Angriffe setzten sich über mehrere Wochen fort.

### Chronologie
Der erste Fall im Jahr 1944 geschah in einem Haus in der Grant Ave. in Mattoon am 31. August. Urban Raef wurde während der frühen Morgenstunden von einem seltsamen Geruch geweckt. Ihm war übel, er fühlte sich schwach und erlitt einen Brechanfall. In dem Glauben, die Ursache des Anfalls stamme vom Haushaltsgas, versuchte Raefs Ehefrau den Küchenofen zu überprüfen, um zu sehen, ob es ein Problem mit der Gasflamme gebe. Dabei stellte sie aber fest, dass sie teilweise gelähmt und nicht in der Lage war, ihr Bett zu verlassen. Später am Abend wurde ein ähnlicher Vorfall von einer jungen Mutter, die in der Nähe lebte, gemeldet. Sie wurde wach, als sie ihre Tochter husten hörte, war aber ebenfalls nicht in der Lage, das Bett zu verlassen.

## Erklärungen
Es gibt drei primäre Theorien über die Mad-Gasser-Vorfälle: Massenhysterie, industrielle Verschmutzung oder einen tatsächlichen physischen Angreifer, auch wenn es andere unglaubwürdige Theorien wie Außerirdische oder gar einen Zusammenhang mit dem NS-Regime gibt. Auch Autoren, die sich dem Paranormalen widmen, schrieben über die Ereignisse.